# Åke Persson (jazzmusiker)
Carl Åke Persson, född 25 februari 1932 i Hässleholm, död 5 februari 1975 i Stockholm, var en svensk jazzmusiker (trombon).

## Biografi
Persson gjorde redan som 19-åring en skivinspelning med Lars Gullin. Han var under fortsatta 50-talet en av de allra flitigaste och deltog i många olika grupper, bland annat med Hacke Björksten, Roffe Ericson, Arne Domnérus, Ernie Englund och i Harry Arnolds Radioband. Persson spelade i olika tyska radiostorband, i Quincy Jones orkester,  Peter Herbolzheimers Rhythm Combination & Brass, i Kenny Clarke  Francy Boland Big Band samt även i Duke Ellingtons och Count Basies band på deras Europaturnéer.

## Diskografi
i eget namn:
- The Great Åke Persson (Four Leaf Clover)

som sideman:
- Lars Gullin: Lars Gullin Octet, (1951: Gazell, Vinyl EP – GEP-10)
- Lars Gullin: Lars Gullin, Åke Persson, (1957:Philips, LP,P 08202 L, 1973:Philips, LP, 6378.506, 2007:Philips, LP, UCJU-9086)
- Clifford Brown: Clifford Brown Memorial (Original Jazz Classics OJC017)
- Kenny Clarke Francy Boland Big Band: All Smiles (MPS 06024 9814790)
- Kenny Clarke Francy Boland Big Band: More Smiles (MPS 06024 9814789)
- Duke Ellington: In Sweden 1973 (Caprice 21599)
- Stan Getz: In Sweden 1958-60 (Dragon DRCD 263)
- George Gruntz: The MPS Years (MPS 533552-2)
- Quincy Jones: Free And Easy (Ancha ANC 9500-2)
- Nils Lindberg: Symphony No. 1 & Jazz From Studio A (Dragon DRCD 331)
- Monica Zetterlund: Swedish Sensation! The Complete Columbia Recordings, 1958-60)

## Priser och utmärkelser
- 1959 – Gyllene skivan för Quincy – Here We Come